# UC-34号潜艇
陛下之UC-34号艇是德意志帝国海军于第一次世界大战期间建造的其中一艘UC-II型近岸布雷潜艇或称U艇。它由汉堡的布洛姆与福斯船厂承建，于1916年5月6日新船下水，至同年9月25日交付使用。其全长50.35米，水面及水下排水量分别为427吨和509吨，艇载武器则包括三具鱼雷发射管、六具水雷滑射槽以及一门88毫米口径甲板炮。UC-34号入役后曾被部署至地中海的普拉区舰队，并参与了地中海潜艇战。通过其九次巡逻，共直接或间接击沉21艘协约国或中立国舰船，累计总吨位为66120吨。1918年10月30日，随着德军撤离奥匈帝国，已不具备适航能力的UC-34号被其船员凿沉于普拉附近。

## 设计
1915年秋天，由于中立国美国的干预，U艇战几乎陷入停顿，导致德国广泛开展《国际法》所允许的水雷战，从而使布雷潜艇的需求量相应增加。德意志帝国海军潜艇监察局（Inspektion des U-Bootwesens）的开发部门留意到了这一点，遂以UB-II型为基础，按照兼顾布雷效率和生产速度的要求，以41号工程的名义设计了UC-II型潜艇。为了弥补前型UC-I型的缺陷，UC-II型艇不仅更大，而且采用双轴推进系统。然而，与前型最主要的区别在于，UC-II型艇重新运用了双壳体结构。但它并非纯粹的双体潜艇，而是一种中间过渡型；因为外层没有封闭耐压壳体，而是作为鞍形水柜附在上方。
UC-34号是UC-II型方案的第二批次产品。其技术参数与前一批次大致相同，但体积稍大，全长为50.35米，并有3.65米的吃水深度；由于不再考虑铁路运输的装载限界，舷宽也有5.22米。其水上和水下排水量分别为427吨和509吨。艇只采用两台猛狮六缸四冲程600匹公制馬力（440千瓦特）柴油机用于水面运行，以及两台460匹公制馬力（340千瓦特）的BBC电动发电机用于水下航行；水面最高航速11.6節（21.5每小時），水下6.8節（12.6每小時）；能够在水面以7節（13每小時）航速续航10,180海里（18,850），或以4節（7.4每小時）连续在水下航行54海里（100）而无需充电。其潜没需时约为35秒，能够在50米的深度下运作。
作为布雷潜艇，UC-34号改将六具布雷滑射槽安装在艇体前部，每具储存井内的水雷数量为3枚，即合共18枚UC200型水雷。布雷时只需将存储井底部的盖板打开，水雷便可凭借自身重量滑入水中。随着滑射槽长度增加，艇体艏楼的上层建筑被抬高，上层建筑与司令塔之间的凹陷处布置了一门88毫米30倍径速射炮作为甲板炮。但由于位置相对较低，火炮甲板在恶劣海况下很容易被涌浪淹没。此外，UC-34号还装备有三具500毫米鱼雷发射管，这极大提升了潜艇的攻击能力。其中艇艏两具外置在两侧、艇艉一具则为内置式，并可搭载合共7枚G6型鱼雷。其标准船员编制为3名军官及23名水兵。

## 历史

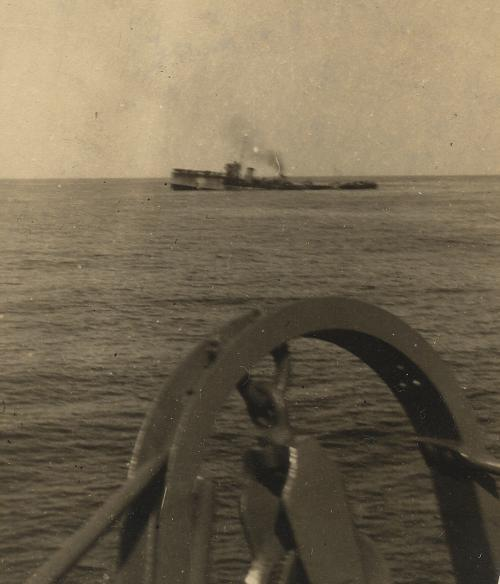
英国驱逐舰攻击号驱逐舰被击沉瞬间

1915年11月20日，在海军元帅阿尔弗雷德·冯·提尔皮茨的倡议下，国家海军办公室分别向三家德国造船厂合共增订15艘UC-II型潜艇。UC-34号因此成为汉堡布洛姆与福斯船厂承建的第二批次（UC-34至UC-39号）首艇，建造编号为275。它于1916年5月6日新船下水，至同年9月25日在首度担任艇长的海军中尉罗伯特·施普伦格的指挥下交付使用，随即展开海试。在施普伦格之后，霍斯特·奥伯穆勒中尉和汉斯·许勒尔中尉也曾担任该艇指挥官。完成海试后，UC-34号先是于10月1日抵达基尔进行训练，然后于12月16日启程前往地中海。继途中在葡萄牙沿岸击沉两艘帆船（460总吨）后，该艇至1917年1月8日抵达奥匈帝国军港普拉，并加入驻当地的普拉区舰队（后改称地中海区舰队）。
在地中海服役期间，UC-34号参与了地中海潜艇战，足迹曾抵奥特朗托海峡和马耳他海峡、基西拉岛周边、塞得港以及亚历山大港等水域。通过其八次布雷及破交战巡逻，UC-34号合共击沉协约国或中立国的15艘商船、1艘军舰以及3艘辅助军舰，累计总吨位为65660吨。其中，体积最大的受害者是容积总吨为9588吨的英国运兵船阿拉贡号：在对抗奥斯曼帝国的巴勒斯坦战役中，为了支援英国埃及远征军，该船于1917年12月底满载着约2200名士兵，外加150名军官、160名志愿救护者以及约2500袋圣诞邮件从马赛运往亚历山大港。12月30日约11:00，正在亚历山大港外围泊地等候入港的阿拉贡号遭到来犯的UC-34号袭击，后者发射的一枚鱼雷击中了其左舷船艉，对几乎空置的4号货舱造成巨大破坏，导致该船向右舷倾覆沉没。阿拉贡号的护航驱逐舰、排水量为785吨的攻击号救起约300至400名幸存者，但它随后同样遭UC-34号发射鱼雷击沉。阿拉贡号船上的约2500人中最终有多达610人遇难。
1918年10月，随着奥匈帝国解体，德国人悉数将地中海区舰队的潜艇撤回本土。UC-34号此时已不具备适航能力，为免落入敌手，其船员遂于10月30日将潜艇凿沉于普拉港内（44°52′N 13°50′E / 44.867°N 13.833°E）。

## 袭击历史摘要
| 日期           | 船名           | 船籍         | 吨位 | 结局 |
| -------------- | -------------- | ------------ | ---- | ---- |
| 1916年12月27日 | 莫德号         | 法國         | 176  | 击沉 |
| 1916年12月28日 | 希多尼斯号     | 俄罗斯帝国   | 284  | 击沉 |
| 1917年4月6日   | 拉赫马尼齐号   | 埃及         | 100  | 击沉 |
| 1917年4月6日   | 斯皮特黑德号   | 英国         | 4697 | 击沉 |
| 1917年4月8日   | 盖兰·巴赫里号  | 英国         | 19   | 击沉 |
| 1917年4月10日  | 福蒂斯号       | 希腊         | 3526 | 击伤 |
| 1917年4月11日  | 帝国运输号     | 英国         | 4648 | 击沉 |
| 1917年5月4日   | 卡默莱昂号     | 法國國家海軍 | 179  | 击沉 |
| 1917年5月31日  | 奥扎尔达号     | 英国         | 4791 | 击伤 |
| 1917年6月2日   | 卡梅隆尼亚号   | 英国         | 5861 | 击沉 |
| 1917年6月7日   | 利利亚娜号     | 義大利王國   | 70   | 击沉 |
| 1917年6月30日  | 喀里多尼亚号   | 法國         | 4140 | 击沉 |
| 1917年9月13日  | 孟加拉号       | 英国         | 5684 | 击伤 |
| 1917年10月25日 | 尤斯顿号       | 英国         | 2841 | 击沉 |
| 1917年11月12日 | 巴巴里号       | 英国         | 4185 | 击沉 |
| 1917年12月30日 | 阿拉贡号       | 英國皇家海軍 | 9588 | 击沉 |
| 1917年12月30日 | 攻击号         | 英國皇家海軍 | 785  | 击沉 |
| 1917年12月31日 | 奥斯曼尼号     | 英國皇家海軍 | 4041 | 击沉 |
| 1918年4月8日   | 孟加拉号       | 英国         | 5684 | 击沉 |
| 1918年4月9日   | 瓦斯科涅号     | 挪威         | 3052 | 击沉 |
| 1918年8月1日   | 哥伦比亚号     | 丹麦         | 5570 | 击沉 |
| 1918年8月6日   | 麦克尼尔氏族号 | 英国         | 3939 | 击沉 |
| 1918年8月10日  | 帕特拉号       | 法國         | 45   | 击沉 |
| 1918年8月10日  | 塔塔拉克斯号   | 英国         | 6216 | 击沉 |

## 脚注
1. 1 2 3 4  Helgason, Guðmundur. . German and Austrian U-boats of World War I - Kaiserliche Marine - Uboat.net.   [2009-02-23].
2. ↑  Tarrant，第173頁.
3. 1 2 3  Gröner 1991，第31-32頁.
4. 1 2  Helgason, Guðmundur. . German and Austrian U-boats of World War I - Kaiserliche Marine - Uboat.net.   [2022-08-30].
5. ↑  Helgason, Guðmundur. . German and Austrian U-boats of World War I - Kaiserliche Marine - Uboat.net.   [2022-08-30].
6. ↑  Helgason, Guðmundur. . German and Austrian U-boats of World War I - Kaiserliche Marine - Uboat.net.   [2022-08-30].
7. ↑  陈进，第48頁.
8. ↑  陈进，第46頁.
9. ↑  NARS，第126頁.
10. 1 2 3  Helgason, Guðmundur. . German and Austrian U-boats of World War I - Kaiserliche Marine - Uboat.net.   [2014-12-12].
11. ↑  . North Coast Shipwrecks. Shipwrecks of Egypt.   [2013-04-09]. （原始内容存档于2022-08-30）.
12. ↑  Nicol，第117頁.
13. ↑  Jones, Maureen. . The War Poetry Web Site. 2007-11  [2013-04-09]. （原始内容存档于2018-09-20）.
14. ↑  . Royal Mail Steam Packet Company. Merchant Navy Officers.   [2013-04-09]. （原始内容存档于2011-06-11）.
15. ↑  Helgason, Guðmundur. . German and Austrian U-boats of World War I - Kaiserliche Marine - Uboat.net.   [2022-08-30].
16. ↑  Helgason, Guðmundur. . German and Austrian U-boats of World War I - Kaiserliche Marine - Uboat.net.   [2022-08-30].
17. ↑  陈进，第268頁.